# Interstate 39
Interstate 39 eller I-39 är en amerikansk väg, Interstate Highway, som går i delstaterna Wisconsin och Illinois